# Limnonectes fujianensis
Limnonectes fujianensis là một loài ếch trong họ Ranidae.
Nó được tìm thấy ở Trung Quốc, Hồng Kông, và Đài Loan.
Các môi trường sống tự nhiên của chúng là các khu rừng ẩm ướt đất thấp nhiệt đới hoặc cận nhiệt đới, rừng mây ẩm nhiệt đới và cận nhiệt đới, sông, sông có nước theo mùa, đầm nước, đầm nước ngọt, đầm nước ngọt có nước theo mùa, hố lộ thiên, và kênh đào và mương rãnh.

## Hình ảnh

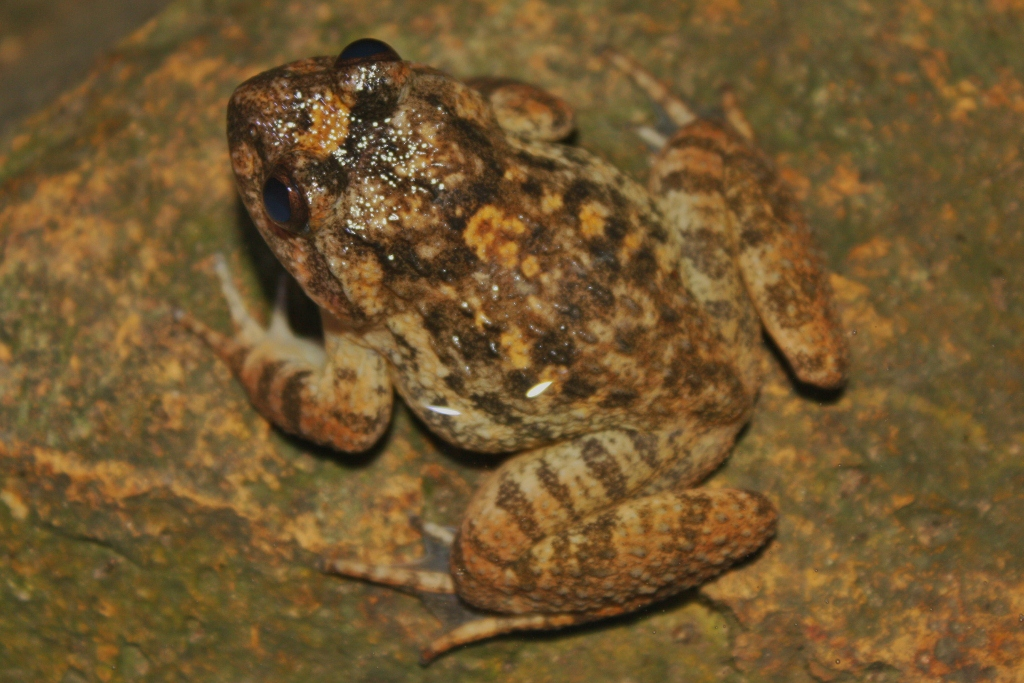
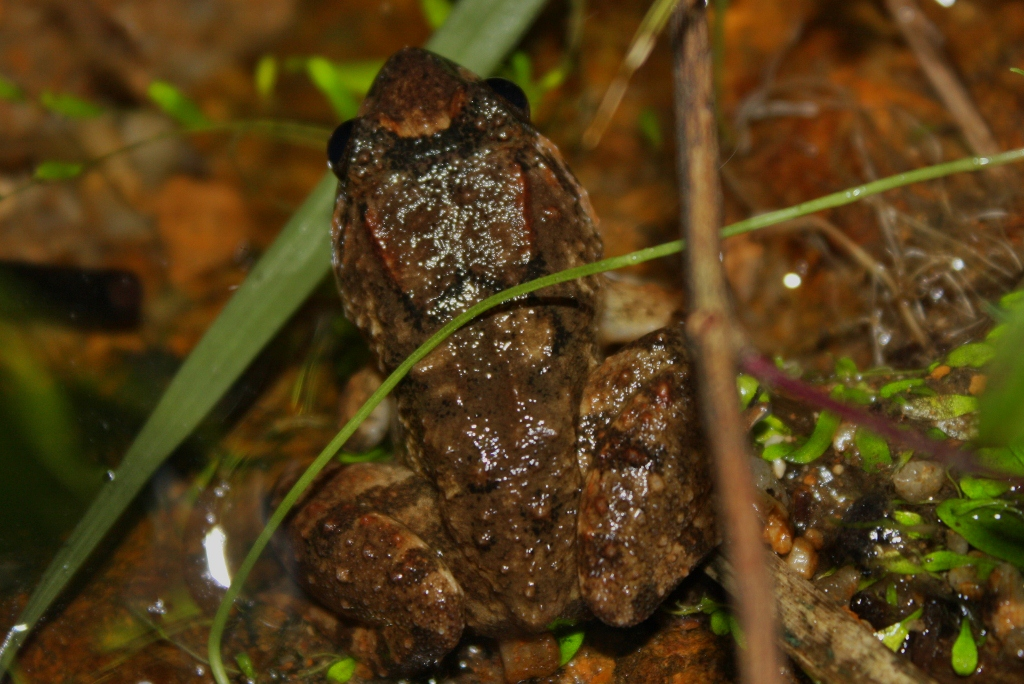
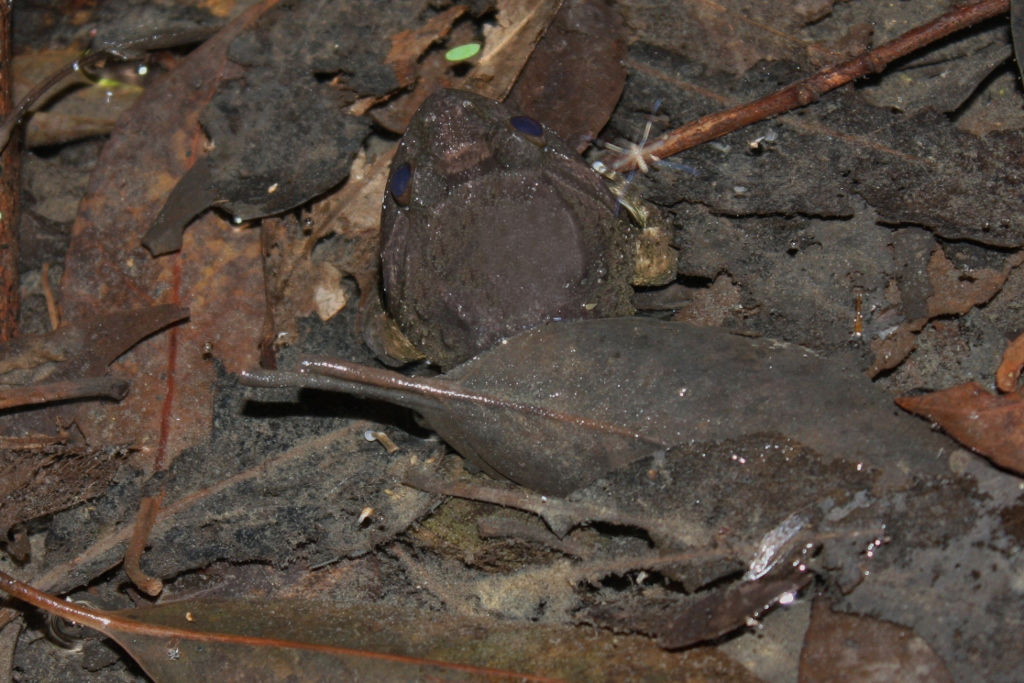
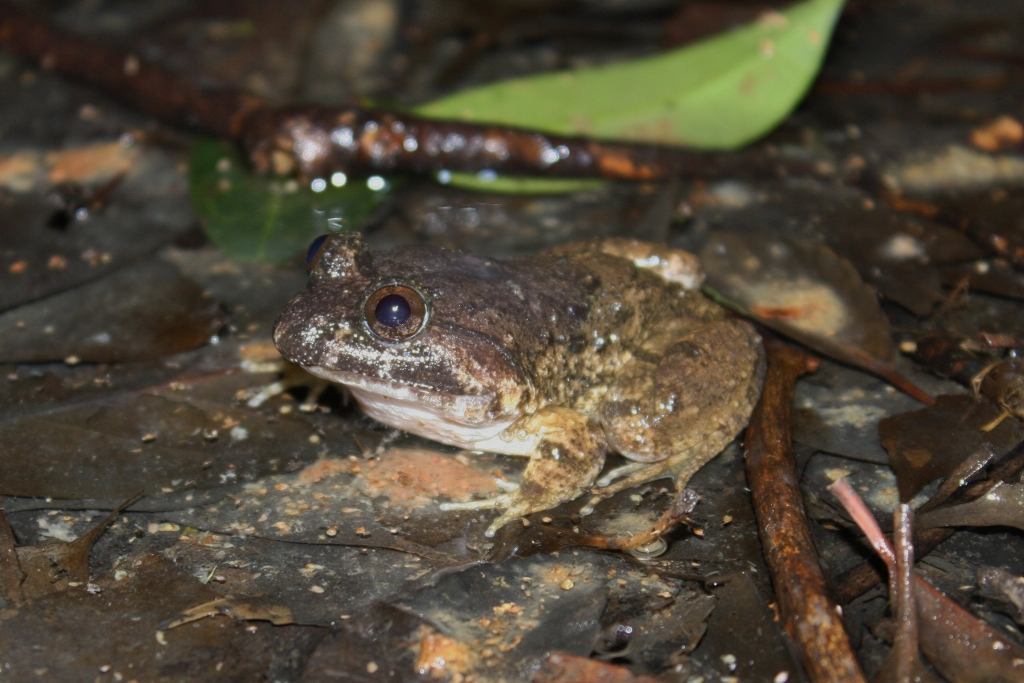